# Chorouk Chelouati
Chorouk Chelouati (arabe : شروق الشلواطي, née le 6 juillet 1994 à Fès (Maroc), est une femme d'affaires, actrice et mannequin marocaine. Ayant été élue Miss Arab World en 2014 et Miss Universal Peace and Humanity Pageant en 2015 lors de la première édition du concours internationale Au Brésil,.
Élue en Mai 2022 : LADY OF THE YEAR 2022 , à la capitale Européenne Bruxelles, Belgique.
Elle est aussi présentatrice de télévision, des émissions télévisées et d’informations.

## Parcours

### Parcours scolaire
- Baccalauréat SVT, avec mention
- Première année dans une école de Banques et admission parallèle dans une école de gestion internationale
- Bachelor en gestion internationale
- Masters 1 et 2 en Gestion des entreprises
- Diplôme étatique à Dubai en journalisme.

### Parcours professionnel
- Miss Beauté Arabe 2014
- Miss Universal Peace and Humanity Pageant 2015
- Lady of the Year 2022

## Filmographie
- Sitcom marocain Merhba b sahbi